# Gusarskaja ballada
Gusarskaja ballada (russisk: Гусарская баллада) er en sovjetisk spillefilm fra 1962 af Eldar Rjasanov.

## Medvirkende
- Larisa Golubkina som Sjura Azarova
- Jurij Jakovlev som Dmitrij Rzjevskij
- Igor Ilinskij som Kutuzov
- Nikolaj Krjutjkov som Ivan
- Viktor Koltsov som Azarov